# Америчка Самоа на Светском првенству у атлетици на отвореном 2007.
Америчка Самоа је на Светском првенству у атлетици на отвореном 2007. одржаном Осаки од 25. августа до 2. септембра учествовала осми пут, односно није учествовала 1983. и 1997. Репрезентацију Америчке Самое представљао је један атлетичар који се такмичио у 100 метара
На овом првенству представник Америчке Самое није освојио ниједну медаљу али је оборио лични рекорд.

## Резултати

### Мушкарци
| Атлетичар      | Дисциплина | Лични рекорд | Квалификације | Квалификације | Група                | Група                | Полуфинале           | Полуфинале           | Финале               | Финале       | Детаљи |
| Атлетичар      | Дисциплина | Лични рекорд | Резултат      | Место         | Резултат             | Место                | Резултат             | Место                | Резултат             | Место        | Детаљи |
| -------------- | ---------- | ------------ | ------------- | ------------- | -------------------- | -------------------- | -------------------- | -------------------- | -------------------- | ------------ | ------ |
| Sloane Sanitoa | 100 м      |              | 12,64 ЛР      | 7. у гр 4     | Није се квалификовао | Није се квалификовао | Није се квалификовао | Није се квалификовао | Није се квалификовао | 65 / 66 (68) |        |